# Юлен, Пьер-Огюстен
Пьер-Огюстен Юлен (фр. Pierre-Augustin Hulin; 6 сентября 1758, Париж — 10 января 1841, там же) — французский военный деятель, дивизионный генерал (1807 год), граф (1808 год), участник революционных и наполеоновских войн, а также взятия Бастилии, один из двух командиров штурмовавших.

## Биография
Будущий генерал родился в семье парижских торговцев Огюстена Юлена (фр. Augustin Hulin; ок. 1725–) и Анны Троньон (фр. Anne Françoise Trognons; ок. 1735–).
15 января 1789 года вступил в Национальную гвардию Парижа и был избран капитаном. Один из двух королевских офицеров, избранных вооруженной многочисленной толпой начальником в штурме Бастилии. Другим офицером был немец Эли. Юлен тщетно пытался спасти маркиза де Лонэ, коменданта крепости, от расправы. Пользовался в столице огромной популярностью. Именно его поддержка помогла Байи стать мэром Парижа 15 июля.
В 1790 году женился на Луизе Демаши (фр. Louise Victoire Demachy; ок. 1765–1803), дочери известного художника Пьера-Антуана Демаши. Пара развелась в 1795 году.
После этого сражался в рядах Северной армии. Был ранен 18 марта 1793 года во время битвы при Неервиндене на территории современной Бельгии. С мая по август 1793 года был комендантом Ландреси на севере Франции.
Робеспьер, опасаясь Юлена, обвинил его в мягкости, после чего Пье-Огюстен был арестован и заключён в тюрьму. 22 августа 1794 года, после переворота 9 термидора, получил свободу. Юлен вернулся к военной службе в Итальянскую армию Бонапарта в качестве полковника штаба и принял участие в итальянской кампании 1796 года. Выполнял функции коменданта во многих городах: Ницце, затем в Ливорно, Клагенфурте, Милане и Ферраре. Затем был начальником штаба дивизии Ришпанса в 1800 году, старшим офицером дворца в 1801 году и в 1802 году начальником штаба дивизии Риво в Испании.
Находясь в гарнизоне в Генуе, он принимал активное участие в обороне города. Направленный с заданием к консулам, он последовал за Бонапартом в резервную армию и был назначен начальником штаба дивизии Ватрена. После Маренго вновь был комендантом Милана.
16 июля 1802 года  получил приказ от Первого консула тайно отправиться в Алжир к дею. Несмотря на многочисленные трудности, миссия увенчалась успехом, что принесло Юлену огромное удовлетворение по возвращении. С 15 сентября 1802 года командовал полком пеших гренадер гвардии. 29 августа 1803 года был произведён в бригадные генералы.
Весной 1804 года председательствовал в военной комиссии, осудившей на смерть герцога Энгиенского. Усилия председателя комиссии по спасению обвиняемого не увенчались успехом, из-за спешки с приведением приговора в исполнение. Когда генерал Юлен написал Первому консулу, чтобы сообщить ему о желании герцога Энгиенского поговорить с главой Французской республики перед его смертью, перо было вырвано из его рук лицом, имя которого генерал не хотел называть.
19 июня 1804 года в Париже сочетался вторым браком с Луизой Тьерсоннье (фр. Louise Tiersonnier; 1782–1826). У супругов родился сын Шарль (фр. Charles Hulin; 1814–1815).
Принимал участие в кампаниях 1805-07 годов в составе Великой Армии. Юлен назначался Наполеоном туда, где требовались особенная твёрдость и преданность: в 1805 году был губернатором Вены, в 1806 году — Берлина. 9 августа 1807 года стал дивизионным генералом и командующим 1-го военного округа в Париже.
Во время похода Наполеона в Россию оставлен комендантом Парижа; получил тяжёлую рану в челюсть во время заговора Мале и получил прозвище «Général bouffe la balle» («генерал пулю жрал»).
В марте 1814 года отвёз императрицу-регентшу Марию-Луизу в Блуа.  После первой реставрации Бурбонов, был снят с должности в Париже.
Во время Ста дней он снова был комендантом Парижа. После второго возвращения Бурбонов был выслан из Франции указом от 24 июля 1815 года, генерал Юлин удалился в Бельгию, а оттуда в Голландию. 1 декабря 1819 года ему было разрешено вернуться во Францию. Вернувшись на родину, он несколько лет жил в имении, расположенном в Ниверне, затем в Шато-де-Мармузе в Кве-ан-Бри, в Валь-де-Марн, где жил на пенсии.
Вследствие указаний Савари на Юлена как на главного виновника в казни герцога Энгиенского, Юлен в 1824 году опубликовал в свою защиту «Объяснительную записку» (Explications au sujet du jugement du duc d’Enghien (текст Архивная копия от 20 июля 2013 на Wayback Machine)).
Граф Юлен, потерявший зрение, умер в Париже 10 января 1841 года, оставив наследником своих титулов и имени своего племянника и приёмного сына Анри Юлена, капитана африканской армии.  Был похоронен на парижском кладбище Монпарнас (участок 15).

## Воинские звания
- Сержант (7 августа 1780 года);
- Капитан (15 января 1789 года);
- Командир батальона (7 мая 1795 года);
- Командир бригады (15 августа 1796 года);
- Полковник (24 сентября 1803 года);
- Бригадный генерал (29 августа 1803 года);
- Дивизионный генерал (9 августа 1807 года).

## Титулы
- Граф Юлен и Империи (фр. comte Hulin et de l'Empire; декрет от 19 марта 1808 года, патент подтверждён 26 апреля 1808 года)[4].

## Награды
Легионер ордена Почётного легиона (11 декабря 1803 года)
 Коммандан ордена Почётного легиона (14 июня 1804 года)
 Великий офицер ордена Почётного легиона (30 июня 1811 года)
 Большой Крест ордена Воссоединения (3 апреля 1813 года)
 Командор ордена Железной короны
 Кавалер баварского ордена Льва